# 1189

## Události
- ve vsi Sadská byla vyhlášena Statuta Konráda II. Oty
- začíná třetí křížová výprava proti Saladinovi

## Narození
- 29. listopadu – Ferdinand Kastilský, kastilský infant a následník trůnu († 14. října 1211)
- Jurij II. Vsevolodovič, veliké kníže vladimirské († 1238)

## Úmrtí
- 25. března – Bedřich, český kníže, syn krále Vladislava II. (* 1141/1142)
- 28. června – Matylda Anglická, bavorská a saská vévodkyně (* 1156)
- 6. července – Jindřich II. Plantagenet, anglický král (* 5. března 1133)
- 18. listopadu – Vilém II. Dobrý, sicilský král (* 1155)
- ? – Saitó Musašibó Benkei, japonský bojový mnich (* ? 1155)

## Hlavy států
české země
- České knížectví – Bedřich (1182 – 1189) » Konrád II. Ota (1189 – 1191)
- Moravské markrabství – Konrád II. Ota (1182 – 1191)

Evropa
- Anglické království – Jindřich II. Plantagenet (1154 – 1189) » Richard I. Lví srdce (1189 – 1199)
- Burgundské hrabství – Fridrich I. Barbarossa (1156 – 1190)
- Francouzské království – Filip II. August (1180 – 1223)
- Kastilské království – Alfonso VIII. Kastilský (1158 – 1214)
- Papež – Klement III. (1187 – 1191)
- Polské knížectví – Kazimír II. Spravedlivý (1177 – 1194)
- Rakouské vévodství – Leopold V. Babenberský (1177 – 1194)
- Sicilské království – Vilém II. (1166 – 1189) » Tankred I. (1189 – 1194)
- Skotské království – Vilém I. Lev (1165 – 1214)
- Svatá říše římská – Fridrich I. Barbarossa (1155 – 1190)
- Uherské království – Béla III. (1172 – 1196)